# Larry Jeffrey
Lawrence Joseph „Larry“ Jeffrey (* 12. Oktober 1940 in Goderich, Ontario; † 18. Juli 2022 ebenda) war ein kanadischer Eishockeyspieler, der im Verlauf seiner aktiven Karriere zwischen 1958 und 1969 unter anderem 406 Spiele für die Detroit Red Wings, Toronto Maple Leafs und New York Rangers in der National Hockey League (NHL) auf der Position des linken Flügelstürmers bestritten hat. Seinen größten Karriereerfolg feierte Jeffrey in Diensten der Toronto Maple Leafs mit dem Gewinn des Stanley Cups im Jahr 1967.

## Karriere
Jeffrey verbrachte seine Juniorenzeit in Hamilton in seiner Heimatprovinz Ontario. Dort spielte der Stürmer in der Saison 1957/58 zunächst für die Hamilton Kilty B’s, ehe er ab dem Frühjahr 1958 für die höherklassig aktiven Hamilton Tiger Cubs in der Ontario Hockey Association (OHA) auflief. Für die Tiger Cubs war er zunächst bis zum Ende der Spielzeit 1959/60 aktiv, ehe er im Profibereich bei den Hershey Bears in der American Hockey League (AHL) debütierte und dort zum Ende des Spieljahres fünfmal zum Einsatz kam. Zur Spielzeit 1960/61 kehrte Jeffrey in die OHA zurück und verbrachte seine letzte Saison im Juniorenbereich bei dem Franchise, das nach seiner Umbenennung im Sommer 1960 nun unter dem Namen Hamilton Red Wings firmierte und mit den Detroit Red Wings aus der National Hockey League (NHL) kooperierte.
Mit Beginn der Saison 1961/62 wechselte der Angreifer in den Profibereich. Ausgestattet mit einem Vertrag bei den Detroit Red Wings kam der 21-Jährige zunächst bei deren Farmteam Edmonton Flyers in der Western Hockey League (WHL) zu Einsätzen, ehe er im Februar 1962 in den NHL-Kader Detroits beordert wurde und dort debütierte. Mit der Ausnahme von 21 Einsätzen für den AHL-Kooperationspartner Pittsburgh Hornets lief Jeffrey bis zum Ende der Saison 1964/65 für die Red Wings auf. Im Mai 1965 wurde er schließlich in einem insgesamt acht Spieler umfassenden Transfergeschäft an die Toronto Maple Leafs abgegeben. Gemeinsam mit ihm wechselten Marcel Pronovost, Eddie Joyal, Autry Erickson und Lowell MacDonald in die kanadische Metropole, während im Gegenzug Andy Bathgate, Billy Harris und Gary Jarrett den umgekehrten Weg nach Detroit gingen. Bei den Maple Leafs wurde der Flügelstürmer nach einem schwachen Start in die Spielzeit 1965/66 Anfang Dezember 1965 in die AHL geschickt. Dort lief er im restlichen Verlauf der Saison bei deren Farmteam Rochester Americans auf und gewann mit den Amerks am Saisonende die Ligameisterschaft in Form des Calder Cups. Durch seine Leistung empfahl sich der Kanadier für eine Rückkehr in den NHL-Kader Torontos und verbrachte die Saison 1966/67 wieder komplett in der NHL. Die Spielzeit wurde schließlich mit dem Gewinn des Stanley Cups am Ende der Playoffs 1967 gekrönt.
Obwohl Jeffrey mit 28 Scorerpunkten in 56 Saisonspielen sein bis dahin bestes NHL-Spieljahr absolviert hatte, blieb er für den NHL Expansion Draft 1967, der gut einen Monat nach dem Stanley-Cup-Triumph stattfand, ungeschützt. Er wurde daraufhin von den neu gegründeten Pittsburgh Penguins ausgewählt, die ihn jedoch umgehend zu den New York Rangers transferierten und im Gegenzug ihren Kader mit George Konik, Paul Andrea, Dunc McCallum und Frank Francis in der Breite verstärkten. Jeffrey absolvierte in der Folge zwei Spielzeiten bei den New York Rangers und lief 122-mal für die Broadway Blueshirts auf, ehe ihn die Rangers im Juni 1969 im Tausch für Sandy Snow und Terry Sawchuk zu den Detroit Red Wings schickten. Der Offensivakteur absolvierte jedoch keine weitere Partie für die Red Wings, da er sich während der Saisonvorbereitung im Oktober 1969 eine schwere Knieverletzung zuzog, die ihn schließlich zwang, seine Karriere im Alter von 29 Jahren umgehend zu beenden, nachdem er bereits seit seiner Juniorenkarriere erhebliche Knieprobleme gehabt hatte, die zahlreiche Operationen zur Folge hatten.
Jeffrey verstarb im Juli 2022 im Alter von 81 Jahren in seinem Geburtsort Goderich am Ufer des Lake Huron.

## Erfolge und Auszeichnungen
- 1966 Calder-Cup-Gewinn mit den Rochester Americans
- 1967 Stanley-Cup-Gewinn mit den Toronto Maple Leafs

## Karrierestatistik
(Legende zur Spielerstatistik: Sp oder GP = absolvierte Spiele; T oder G = erzielte Tore; V oder A = erzielte Assists; Pkt oder Pts = erzielte Scorerpunkte; SM oder PIM = erhaltene Strafminuten; +/− = Plus/Minus-Bilanz; PP = erzielte Überzahltore; SH = erzielte Unterzahltore; GW = erzielte Siegtore; 1 Play-downs/Relegation; Kursiv: Statistik nicht vollständig)